# Jereb (priimek)
Jereb je 49. najbolj pogost priimek v Sloveniji, ki ga je po podatkih Statističnega urada Republike Slovenije na dan 21. januarja 2021 uporabljalo 1.732 oseb.

## Znani nosilci priimka
- Andraž Jereb (*1992), judoist
- Andrej Jereb (*1973), reli voznik
- Andrejka Jereb (*1946), pesnica, publicistka
- Anton Jereb (*1928), zbiralec kulturne materialne dediščine
- Berta Jereb (*1925), zdravnica onkologinja, radioterapevtka
- Blaž Jereb, alpinist, kineziolog, stokovnjak za planinstvo
- Boris Jereb (1922—1998), zdravnik nevrolog
- Borut Jereb (*1962), logistik
- Dušan Jereb (1908—1943), veterinar, partizan, narodni heroj
- Elza Jereb (*1935), jezikoslovka in prevajalka
- Ervin Jereb, skladatelj
- Eva Jereb (*1971), organizatoričarka, univ. prof.
- Franc Jereb (1865—1938), šolnik, glasbenik, zborovodja, zadružni organizator
- Franc Jereb-Slavko, partizanski poveljnik
- Gašper Jereb (*1985), glasbenik, skladatelj
- Gorazd Jereb, ekološki oljkar
- Gregor Jereb (1845—1893), novinar in publicist
- Gregor Jereb, strokovnjak za sanitarno inženirstvo
- Igor Jereb (*1976), duhovnik, policijski vikar
- Iztok Jereb (*1947), igralec
- Janez Jereb (1873—1937), župnik, kulturni organizator, glasbenik in slikar
- Janez Jereb (1943—2001), strokovnjak za izobraževanje kadrov, univ. prof.
- Jernej Jereb (1838—1929), podobar, slikar
- Karel Jereb (1907—1991), salezijanec, misijonar
- Marija Jereb (1920—?),  filmska delavka (vodja snemanj; "filmska mama")
- Marjan Jereb (1930—2017), zdravnik in politik
- Martin Jereb (*1928), alpinist, smučarski učitelj, trener (Argentina)
- Matija Jereb (*1991), odbojkar
- Milan Jereb (1900—1969), primorski učitelj, kulturnik, urednik tržaške mladinske revije Galeb
- Milan Jereb, judoist
- Nataša Jereb, eksperimentalna plesalka in igralka, glasbenica
- Niko Jereb (*1940), agronom, filatelist, publicist, domoznanec
- Pavle Jereb, častnik in veteran vojne za Slovenijo
- Peter Jereb (1867—1951), skladatelj in organist, zborovodja
- Peter Jereb (1928—2023), elektro(teh)nik, univ. profesor
- Rok Jereb (*1975?), arhitekt
- Romuald Jereb, predsednik odbora za postavitev nove cerkve na Trsatu (pridobil Plečnika, a je zaradi vojne zidava zastala)
- Samo Jereb, član Evropskega računskega sodišča
- Sašo Jereb (*1983), judoist
- Silva Jereb (1930—2013), politična delavka
- Silvij Jereb, idrijski arhitekt
- Špela Jereb, TV voditeljica, napovedlovalka vremena
- Tomaž Jereb (*1987), potapljač na vdih
- Viktor Jereb (1904—1984), učitelj, šolnik
- Vincenc Jereb (1886—1951), podobar
- Žana Jereb (*1984), atletinja maratonka